# 17044 Mubdirahman
17044 Mubdirahman este o planetă minoră (asteroid) din centura de asteroizi. A fost descoperită pe 19 martie 1999 la Experimental Test Site⁠(d) de Lincoln Near-Earth Asteroid Research. 
Obiectul prezintă o orbită caracterizată de o semiaxă mare de 2,2740278 UAi, o excentricitate de 0,06, o înclinație de 7,87784 ° în raport cu ecliptica.